# Fleischkleid

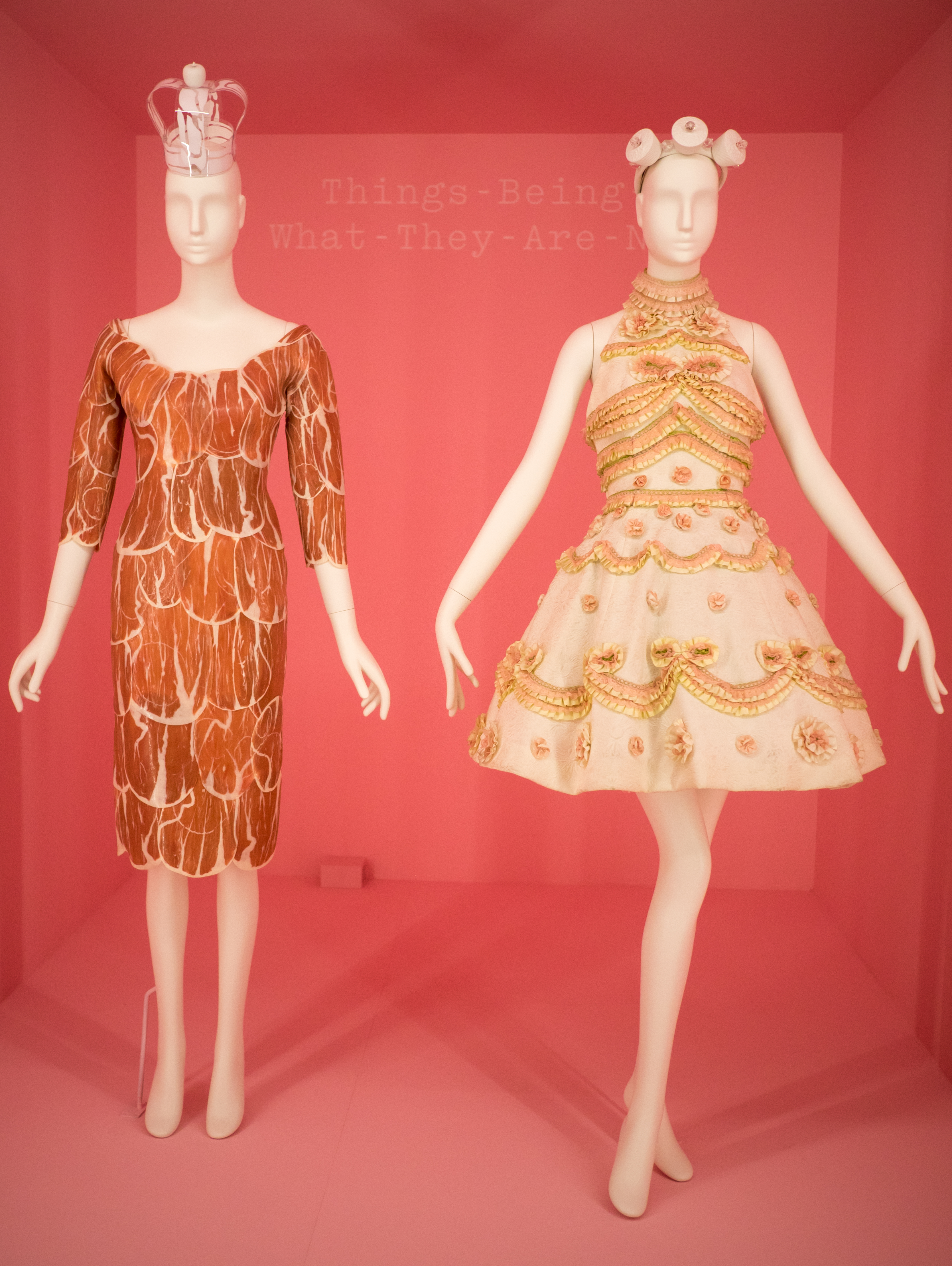
Prosciutto-Kleid von Jeremy Scott (links), 2011, in der Ausstellung Camp – Notes on Fashion, Metropolitan Museum of Art, New York, 2019

Ein Fleischkleid bezeichnet ein aus Fleisch bestehendes Kleidungsstück, wie es in der Kunst- und Kulturgeschichte des 20. und 21. Jahrhunderts mehrfach in Erscheinung trat. In Verbindung mit nackten Frauenkörpern wurde es häufig als Kritik an einer Objektifizierung der Frau gelesen.
2010 wurde das Sujet des Fleischkleides weltweit bekannt, als die Sängerin Lady Gaga bei einer Preisverleihung des MTV Video Music Awards ein Kleid aus rohem Rindfleisch trug.

## Fleisch als Stoff und Material

### In der Kunstgeschichte
Im Laufe des 20. Jahrhunderts rückten zahlreiche als „kunstlos“ angesehene Materialien in den Fokus von Künstlerinnen und Künstlern, darunter auch der (menschliche) Körper und Bestandteile wie Blut, Haare und Fleisch.
So verband die US-amerikanische Künstlerin Carolee Schneemann 1964 in ihren Performances Meat Joy (dt. ‚Fleischeslust‘) nackte Menschenkörper mit rohem Fisch und Fleisch, um „kulturelle Tabus und repressive Konventionen“ anzuprangern. Hermann Nitsch spielte mit seiner Performance Orgien-Mysterien-Theater (1964) auf die christliche Transsubstantiationslehre an. Die Performance-Künstlerin Marina Abramović posierte in ihrem Werk Art Must be Beautiful Artist Must be Beautiful (dt. ‚Kunst muss schön sein, Künstlerin muss schön sein‘) von 1975 mit Blut, Knochen und Fleischstücken. In der Performance Balkan Baroque (1997) saß sie auf einem großen Berg aus Rinderknochen, die sie vom anheftenden Fleisch und Blut reinigte. Die Feministin Ann Simonton protestierte in den 1980er Jahren wiederholt in Kleidern aus Mortadella, Steaks und Truthahnfleisch gegen die Miss-California-Schönheitswettbewerbe und deren „Objektifizierung von Frauen“.
Weitere Kleidungsstücke aus Fleisch zeigten Jan Fabre (1980/2006), Julia Kissina (1996), Tania Bruguera (1998), Zhang Huan (2002) und Michelle Nolan (2010).
Der US-amerikanische Maler Mark Ryden nutzt in seiner Kunst die Darstellung von Fleischkleidern als Ausdruck einer „Brücke zwischen der physikalischen und spirituellen Welt“. So zeigt sein Ölgemälde Incarnation (2004) ein weißhaariges Mädchen in einem Kleid aus Würsten, Schweinehälften und Schinkenhaxen. Laut seiner Aussage habe es Lady Gagas Fleischkleid inspiriert.

### In der Popkultur
In der Popkultur trat das Sujet des Fleischkleides erstmals in den 1950er Jahren auf, als die Zion Meat Company zu Werbezwecken die Schauspielerin Geene Courtney zur „Wurstkönigin“ kürte und in einem Wurstkleid ablichtete. Bei einem Auftritt mit ihrer Post-Punk-Band „Ludus“ im Jahr 1982 trug die Künstlerin Linder ein Fleischkleid und darunter einen großen Dildo – aus Protest gegen Pornoaufnahmen, die vorher an dem Veranstaltungsort gemacht worden waren. 1983 war auf dem Cover des Albums All Wrapped Up (1983) von den The Undertones ein weibliches Model abgebildet, das ein Kleid aus Schinken und Würstchen trug. 2006 fertigten die Architekten Diller Scofidio + Renfro für einen Schönheitswettbewerb ein Fleischkleid an und propagierten es 2006 in einem Buch über „Architektur als Körpererweiterung“. 2009 veranstaltete die Steakhouse-Kette Goodman in Kiew und Moskau eine Modenschau unter dem Slogan „Iss Steaks. Sei menschlich“. Dabei präsentierten die Models Fleischkleider, um für den Verzehr von Fleisch zu werben.
Insbesondere die mediale Präsenz von Lady Gagas Fleischkleid führte zu vielfältigen Nachwirkung in der Popkultur. Während Halloween 2010 waren etwa Persiflagen und Nachahmungen des Fleischkleids populär, so wurde das Kleid etwa von Modestudierenden neu interpretiert. Lustig gemeinte Fleischprints auf Pullovern, Socken und T-Shirts kamen in der Jugendmode auf. Ein Louis-Vuitton-Kleid, das Emma Stone 2019 bei der Oscar-Verleihung trug, wurde in den Sozialen Medien mit Speck, Schinken und Rib-Eye-Steaks verglichen.

### In der Mode
In der Mode traten Fleischkleider immer wieder auf. So entwarf Elsa Schiaparellis in den 1930er Jahren einen Lammkoteletthut (Lamb Chop Hat), dessen Form ein Lammkotelett mit Papiermanschette imitierte. 1984 war der japanische Modedesigner Tokio Kumagaï von einer anderen Hutkreation Schiaparellis inspiriert, als er die Pumps-Serie Taberu Kutsu (dt. ‚Schuhe zum Essen‘) entwarf. Ein Paar evozierte dabei die Rindfleischscheiben der japanischen Sukiyaki-Küche.
Jeremy Scott präsentierte im Frühjahr/Sommer 2011 zwei Prosciutto-Kleider, wovon eines Teil der wegweisenden Ausstellung Camp: Notes in Fashion 2019 im Metropolitan Museum of Art war. Der Modedesigner ließ sich von der Idee des Müllrecyclings inspirieren. Der iranisch-niederländische Designer Sepher Maghsoudi präsentierte im selben Jahr ein Fleischkleid auf der Amsterdam International Fashion Week. Die schweizerische Künstlerin Andrea Hasler zeigte 2013 transformierte Luxus-Handtaschen und -Schuhe aus Wachs, deren Farbe und Textur rohe Fleischmassen evozierten und kritisierte damit die Fetischisierung der Mode.
Auch der japanische Modedesigner Hironori Yasuda ließ sich wiederholt von (rohem) Fleisch zu Kleidungsstücken für seine Modemarke CUNE inspirieren, darunter Innereien und Steaks.

## Jana SterbaksVanitas: Flesh Dress for an Albino Anorectic(1987)
Die kanadische Künstlerin Jana Sterbak fügte seit 1987 insgesamt neun Kleider aus rohen Ochsenfleischlappen zusammen. Die unterschiedlichen Varianten evozierten Damenkleider im modischen Schnitt, etwa einen kurzen, gezackten Rock. Anlässlich einer Ausstellungseröffnung in Montreal veranstaltete Sterbak 1987 die umstrittene Performance Vanitas: Flesh Dress for an Albino Anorectic (dt. ‚Vanitas. Fleisch-Kleid für ein magersüchtiges Albino‘): dabei trug eine junge Frau eines der etwa 27 Kilogramm schweren Fleischkleider auf dem nackten Körper. Sterbak sagte, sie habe damit der „distanzierten, sauberen, aufrechten Kunst“ etwas entgegensetzen wollen. Monika Wagner betonte, das nur zum Verzehr vorgesehene tote Fleisch erhalte eine Dimension des Belebten zurück und lasse zugleich den nackten Frauenkörper ungeschützt und hautlos erscheinen. Der Konservierungsprozess der Fleischkleider, von denen sich heute zwei auf Kleiderpuppen aufgezogen in Museumssammlungen befinden (Centre Georges-Pompidou, Paris und Walker Art Center, Minneapolis), evoziere dagegen das Symbol des Memento Mori. Nancy Spector erkannte in der Performance-Fotografie eine Kritik an der Welt der Haute Couture im Besonderen und der Gesellschaft im Allgemeinen, die Frauen als „Leckerbissen“ (prime cuts of beef) und Ware betrachte. Als Vergleich verwies sie auf Elsa Schiaparellis Lammkoteletthut (Lamb Chop Hat) aus den 1930er Jahren, dessen simuliertes Lammkotelett ebenfalls mit der Transformation durch Mode von der ‚rohen‘ Frau in ‚gargekochte‘ Weiblichkeit gespielt habe. Spector machte darüber hinaus auf Sterbaks Verbindung von Vanitas mit der Krankheit Magersucht aufmerksam.

## Lady Gagas Fleischkleid (2010)

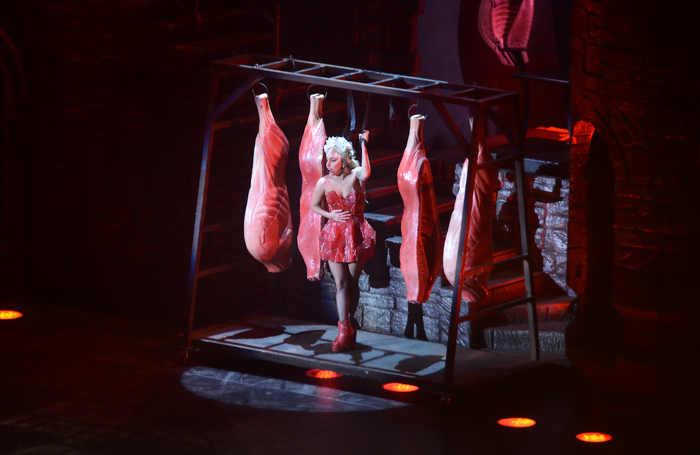
Fleischkleid (Imitation) von Lady Gaga bei der Performance Americano auf der The Born This Way Ball Tour in Helsinki.

Bei der Preisverleihung des MTV Video Music Awards 2010 trug die amerikanische Sängerin Lady Gaga zur Entgegennahme des von der Sängerin Cher überreichten Preises ein Kleid sowie Hut, Schuhe und eine Handtasche aus rohem Rindfleisch. Im selben Monat erschien sie mit dem Fleischkleid auf dem Cover der japanischen Vogue Homme.

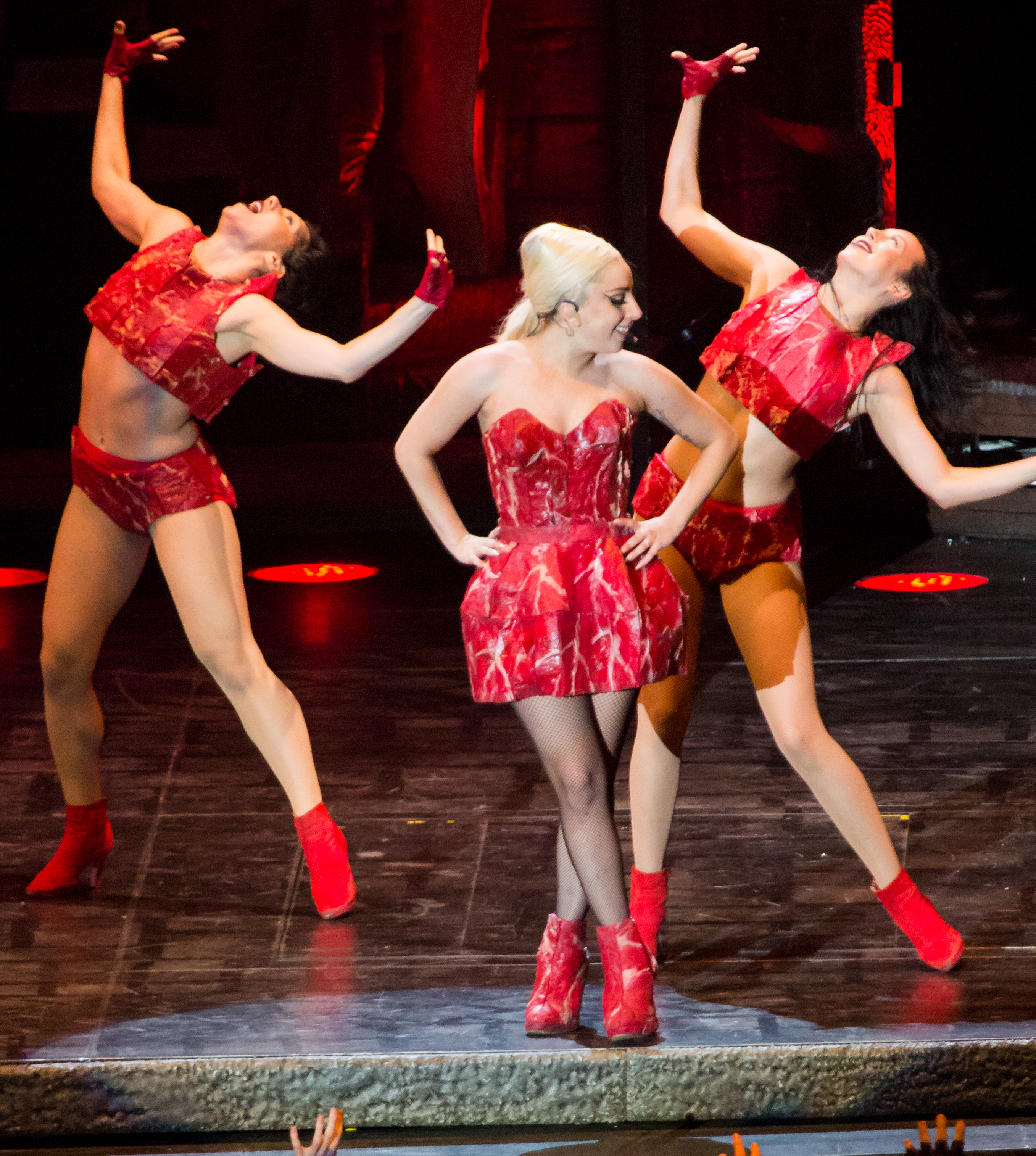
Lady Gaga in einer Imitation des Fleischkleides während ihrer Tournee, 2012

Das Fleischkleid wurde entworfen von Franc Fernandez und gestylt durch Nicola Formichetti, der Chefdesignerin der Modemarke Thierry Mugler.
Gegenüber der Veganerin Ellen DeGeneres äußerte Lady Gaga ihre Intention, auf die Diskriminierung von Homosexuellen in den USA aufmerksam machen zu wollen: “If we don’t stand up for what we believe in and if we don’t fight for our rights[,] pretty soon we’re going to have as much rights as the meat on our bones.” (Lady Gaga 2010, deutsch: „Wenn wir uns nicht für das einsetzen, woran wir glauben und nicht für unsere Rechte kämpfen, haben wir bald nicht mehr Rechte als das Fleisch auf unseren Knochen.“)
Lady Gaga griff ihren Auftritt auf der The Born This Way Ball Tour 2012 und 2013 selbst wieder auf: das Bühnenbild erinnerte an eine Schlachterei und die Bühnenkostüme imitierten das Fleischkleid. Das Kleid selbst wurde 2011 in der Rock and Roll Hall of Fame ausgestellt, nachdem es in Form von Beef Jerky konserviert und gefärbt worden war.

### Rezeption
Zur Rezeption von Lady Gagas Fleischkleid gehörten insbesondere zahlreiche Artikel und Diskussionen über die Vorbilder und Inspirationen für den Auftritt. Die Kunstkritikerin Emma Allen sah etwa einen Einfluss von Zhang Huans und Carolee Schneemans Arbeiten. MTV veröffentlichte einen Tag nach Lady Gagas Auftritt einen Vergleich des Kleides mit einem Kunstwerk von Mark Ryden. Geczy und Karaminas wiesen darauf hin, dass die Visagistin Val Garland, die mit Lady Gaga zusammenarbeitet, in den 1970er Jahren als Punk Rocker ein Fleischkleid getragen habe, um zu schockieren. Fleischkleider hätten immer das Momentum der Revolte und der karnevalesken Groteske im Sinne Michail Bachtins in sich. Paula-Irene Villa sah in der Performance gleichermaßen Kritik wie Reinszenierung der „Fleischbeschau“ von Frauen in der Popmusikwelt, für die Lady Gaga auf die feministische Kunstpraxis zurückgreife.
Kontroverse Stimmen kamen von Tierrechtlern und der Organisation PETA. Neben genereller Ablehnung wurde anlässlich eines Auftritts Lady Gagas beim Großen Preis von Indien 2011 vorgeschlagen, sie zum Ausgleich dort in Kohlblätter zu hüllen. Karen Rosenberg von der The New York Times verglich das Kleid mit Werken des Malers Francis Bacon. Eric T. Hansen konstatierte, das Fleischkleid von Lady Gaga habe eine enorme politische Wucht gehabt.